# Soeslo
Soeslo is een huis en een landgoed in de Overijsselse plaats Wijthmen, in de gemeente Zwolle.

## Geschiedenis
Het landgoed behoorde in de middeleeuwen tot de bezittingen van het stift Essen. in 1583 gaf de ambtman van het stift Essen, Everhard van Tongeren, "erffe und guedt, geheten Soesseloe, gelegen in den gereichte van Swolle in de buerschap Wittmen" in leen aan Jenneke Morre.
Het huis Soeslo dateert oorspronkelijk uit de 17e eeuw. Aanvankelijk bestond het gebouw uit slechts één bouwlaag, een spijker. In 1815 werd het gebouw uitgebreid met een nieuw gedeelte met twee bouwlagen, dat aan de voorzijde van het oorspronkelijk huis werd geplaatst. Bij de entree zijn in baksteen de teksten "Derk Royer" en "4-10-1815" aangebracht. De familie Royer, een geslacht van regenten uit Zwolle, was al in 1658 via vererving in het bezit van Soeslo gekomen. Tot 1868 zouden leden van deze familie Soeslo in hun bezit hebben. In dat jaar kwam de buitenplaats wederom door vererving in het bezit van leden van de familie Nes van Meerkerk. In 1952 werd het bij de buitenplaats behorende koetshuis verbouwd tot een woonhuis. In 1964 of 1965 werd het landgoed Soeslo gekocht door gemeente Zwolle. Een deel van de grond werd verkocht aan het Bureau Beheer Landbouwgronden en vervolgens een deel daarvan weer aan Landschap Overijssel. Het landhuis werd in de jaren 1980 tot 1983 gerestaureerd en deed vervolgens van 1983 tot 1992 dienst als gereformeerd vormingscentrum.
Soeslo is erkend als een rijksmonument. Ook het park, het koetshuis en bij het landgoed behorende boerderij vallen onder de rijksbescherming.

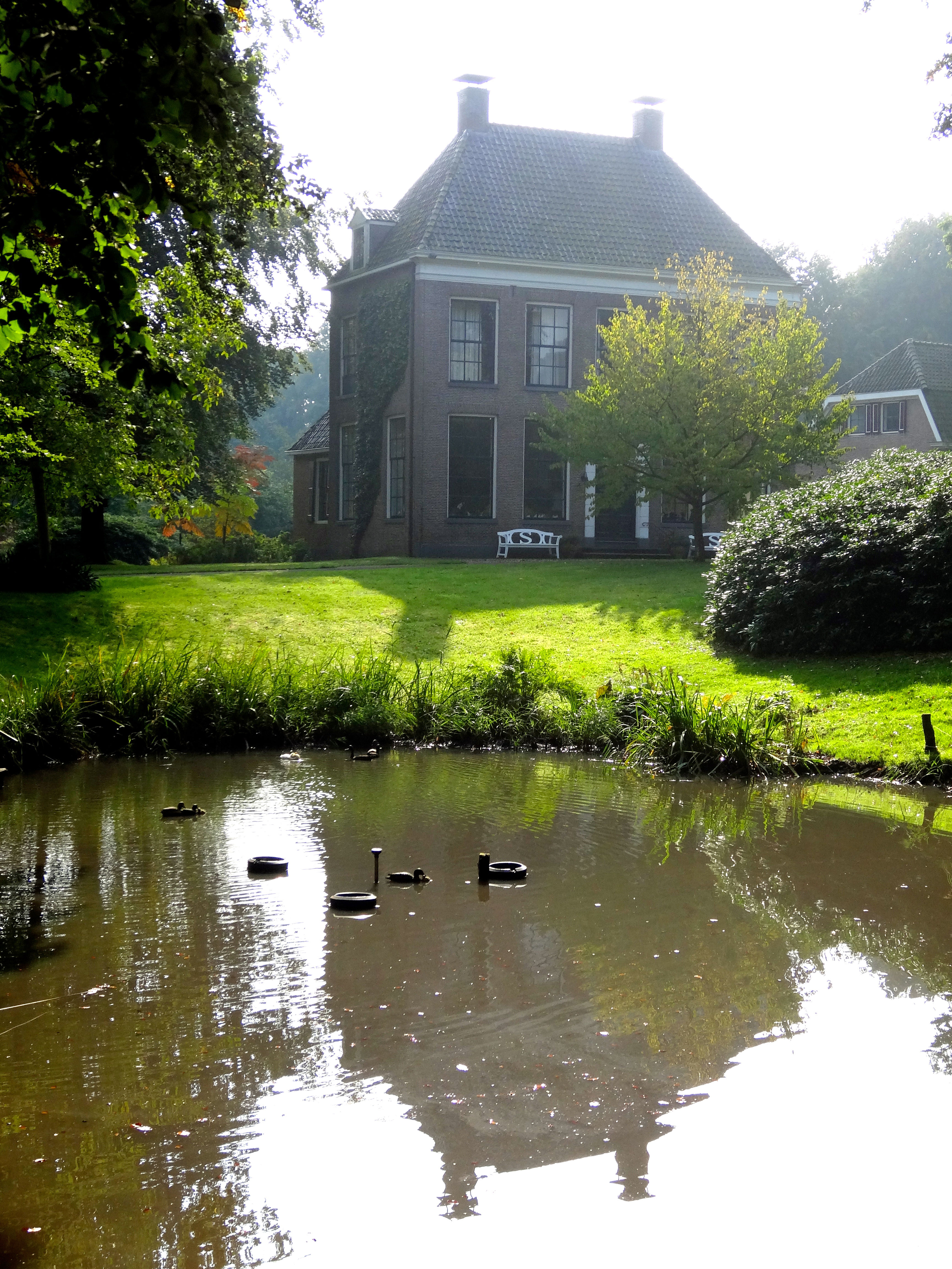
Soeslo met tuin en vijver
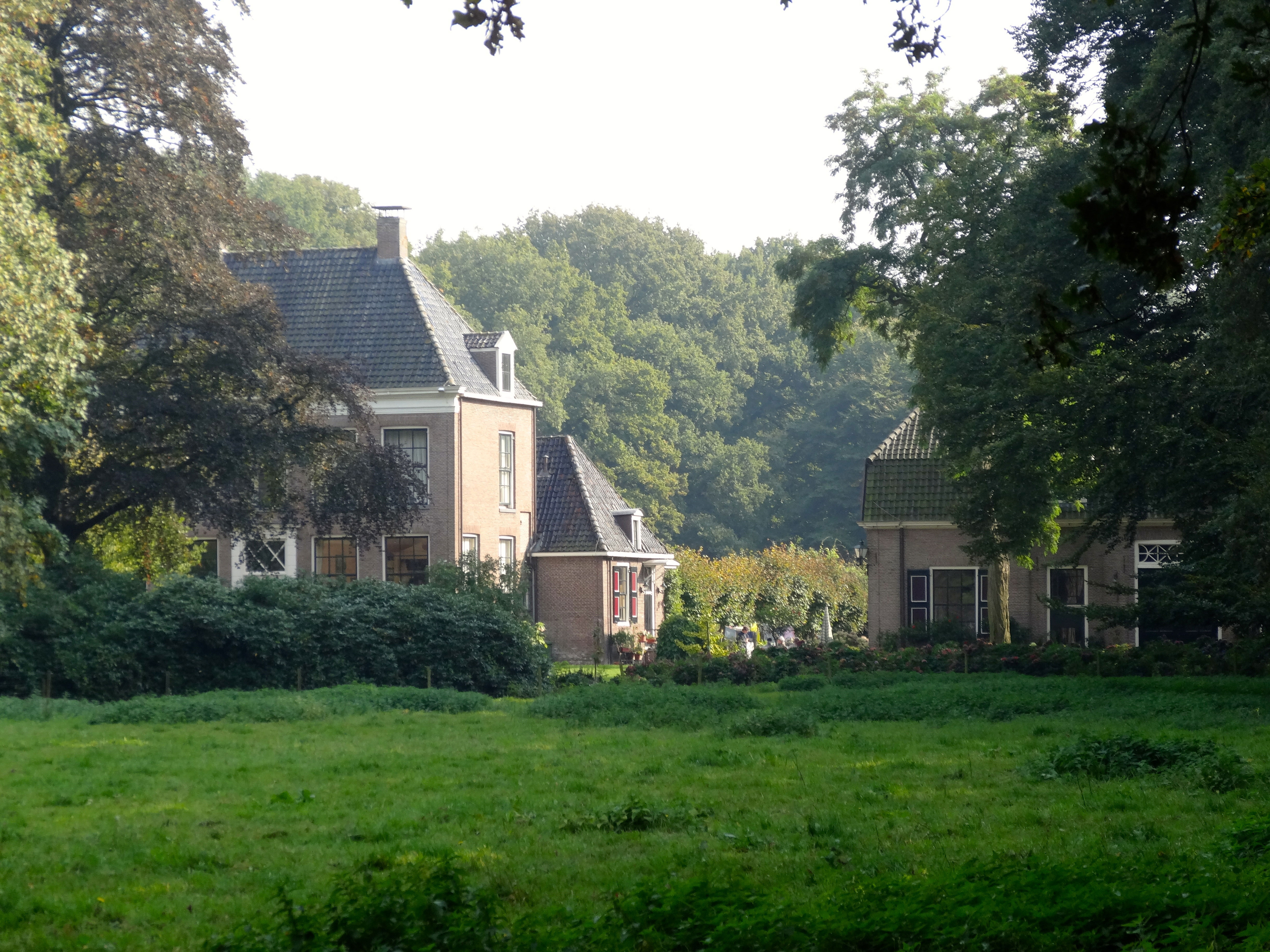
Links beide bouwdelen van Soeslo, rechts het koetshuis
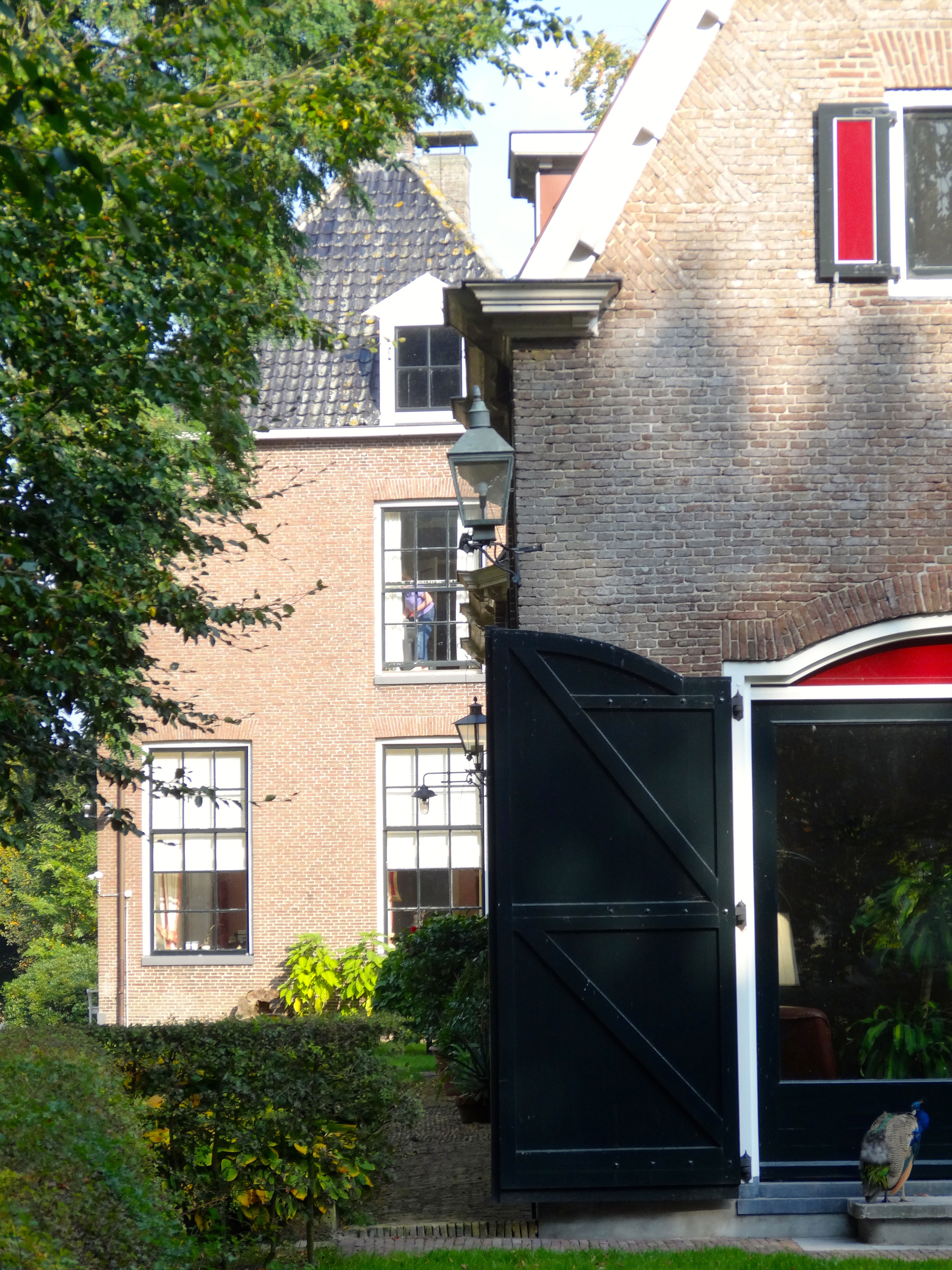
Soeslo (linksachter) met het koetshuis (rechtsvoor)